# Laurent Blanc
Laurent Robert Blanc (Alès, 19 de noviembre de 1965) es un entrenador y exfutbolista francés. Actualmente dirige al Al-Ittihad de la Liga Profesional Saudí.
En su etapa como jugador, ocupaba la demarcación de defensa central o líbero. Formado en las categorías inferiores del Montpellier HSC, debutó con el primer equipo en 1983, completando ocho temporadas en el club. En 1996 fichó por el F. C. Barcelona, con el que disputó una temporada, recalando posteriormente en el Olympique de Marseille (1997–1999), Inter de Milán (1999–2001) y Manchester United (2001–2003). Fue internacional absoluto con la selección francesa (1989–2000) en 97 partidos, marcando 16 goles. Formó parte de la exitosa generación de "Les Bleus", que logró el «doblete de selecciones», con el Mundial de Francia 1998 y la Eurocopa 2000.

## Trayectoria como jugador

### Comienzos
Laurent Blanc comenzó su carrera como jugador profesional en el Montpellier HSC, firmando su primer contrato como profesional en 1983. Jugador muy técnico, podía desempeñarse como lateral, carrilero o incluso extremo. Ayudó mucho a que su equipo ascendiera a la Ligue 1 en 1987. Con el Montpellier, Blanc ganó la Copa de Francia en 1990, marcando un gol en la final.

### El paso por Italia
En 1991, Blanc probó su primera experiencia en el extranjero fichando por el SSC Napoli, que jugaba en la Serie A italiana. Pese a marcar 6 goles, Blanc no se aclimató a su nuevo equipo, y tras solo una temporada, regresó a Francia.

### Nîmes, Saint-Étienne y Auxerre
A su regreso a Francia, fichó por el Nîmes Olympique, donde jugó la temporada 1992-93. Más tarde se fue al RC Paris, donde se confirmó como uno de los mejores centrales del mundo. Con el Saint-Étienne estuvo a punto de descender de categoría, hasta que Guy Roux, entrenador del Auxerre, le convenció para fichar por su club, ya que necesitaba un sustituto para el neerlandés Frank Verlaat. En el Auxerre, Blanc sufrió numerosas lesiones que lo lastraron deportivamente.

### Rumbo a la élite, el Barcelona
Blanc comenzó a llamar la atención de los grandes clubes europeos y finalmente acabó fichando por el F. C. Barcelona, entrenado por Bobby Robson. En una temporada triunfal, Blanc logró ganar en el conjunto azulgrana una Supercopa de España contra el Atlético de Madrid, una Recopa de Europa contra el París Saint-Germain, y una Copa del Rey contra el Real Betis Balompié. Sus frecuentes lesiones le impidieron afianzarse en el once titular del Barcelona. Tras un año en el Barça, Blanc decidió abandonar el club pensando en asegurar su participación en la Copa Mundial de Fútbol de 1998 disputada en Francia.

### ElPresidente
El mánager del Olympique de Marseille, Rolland Courbis, convenció a Blanc para unirse al club marsellés. Blanc se convirtió rápidamente en el líder del equipo, marcando 11 goles y ganándose el apodo de Le Président (el presidente). Tras dos temporadas en el OM, Blanc fichó por otro grande de Europa, el FC Internazionale italiano. En su única temporada en el club nerazzurri, Blanc ganó el título de Jugador del Inter del Año en el 2000.

### Manchester United
El entrenador del Manchester United, Alex Ferguson, llevaba siguiendo a Blanc desde el año 1996, y este finalmente fichó por el club en el 2001, donde ya jugaba su compatriota y gran amigo, Fabien Barthez. Tenía la ardua tarea de sustituir a Jaap Stam cuando ya contaba con casi 35 años, y fue muy criticado en sus primeros meses en Old Trafford debido al gran número de derrotas del club. Tras ganar la Premier League en la temporada 2002-03, donde realizó una gran actuación, Blanc decidió retirarse tras dos temporadas en Mánchester.

## Selección francesa
Laurent Blanc se estrenó con la selección gala Sub-21 en 1988, contra Grecia, en la final del Campeonato Europeo Sub-21 de 1988. En febrero de 1989, debutó con la Selección francesa de fútbol en un partido contra Irlanda.
Francia estaba en plena reconstrucción tras la gloriosa década de los 80 y no se pudo clasificar para el Mundial 1990, pero sí lograron clasificarse para la Eurocopa 1992, de donde fueron eliminados por Dinamarca.
Debido a que de nuevo fallaron al clasificarse para el Mundial 1994, Blanc fue muy criticado, al igual que el resto de la selección gala; incluso tomó la decisión de retirarse del fútbol internacional, aunque Aimé Jacquet logró convencerle para que cambiara de opinión. Blanc formó parte clave del equipo que llegó a semifinales en la Eurocopa 1996, de donde fueron apeados por la República Checa en la tanda de penaltis.
Francia era la anfitriona del Mundial 1998 y se esperaba que la selección gala aguantara la presión. No lo pudieron hacer mejor, venciendo a Brasil en la final y ganando el primer Mundial de la historia de Francia. Brillantes jugadores que componían el once titular como Fabien Barthez, Lilian Thuram, Marcel Desailly, Bixente Lizarazu, Didier Deschamps, Emmanuel Petit, Christian Karembeu, Youri Djorkaeff, Zinedine Zidane, Thierry Henry o David Trezeguet quedaron para la historia. Un dato relevante sobre este Mundial fue el partido disputado contra la selección de Paraguay, en el que Blanc anotó el primer gol de oro en la historia de los Mundiales, ya finalizando la prórroga ante uno de los mejores porteros de entonces, José Luis Chilavert.
Blanc también formó parte de la selección francesa que ganó la Eurocopa 2000 derrotando en la final a Italia, formando la portentosa línea defensiva base de los éxitos "Bleus" de este bienio, compuesta por Lilian Thuram, Laurent Blanc, Marcel Desailly y Bixente Lizarazu. Tras la Eurocopa, anunció su retirada de la selección; al igual que hiciera el capitán, Didier Deschamps.
A Blanc se le recuerda también por besar la calva del portero Fabien Barthez, antes de cada partido, como una especie de ritual de buena suerte. En 2006, fue reconocido como uno de los cuatro mejores jugadores franceses de la historia, junto a Zinedine Zidane, Michel Platini y Raymond Kopa.

## Carrera como entrenador

### Girondins de Burdeos

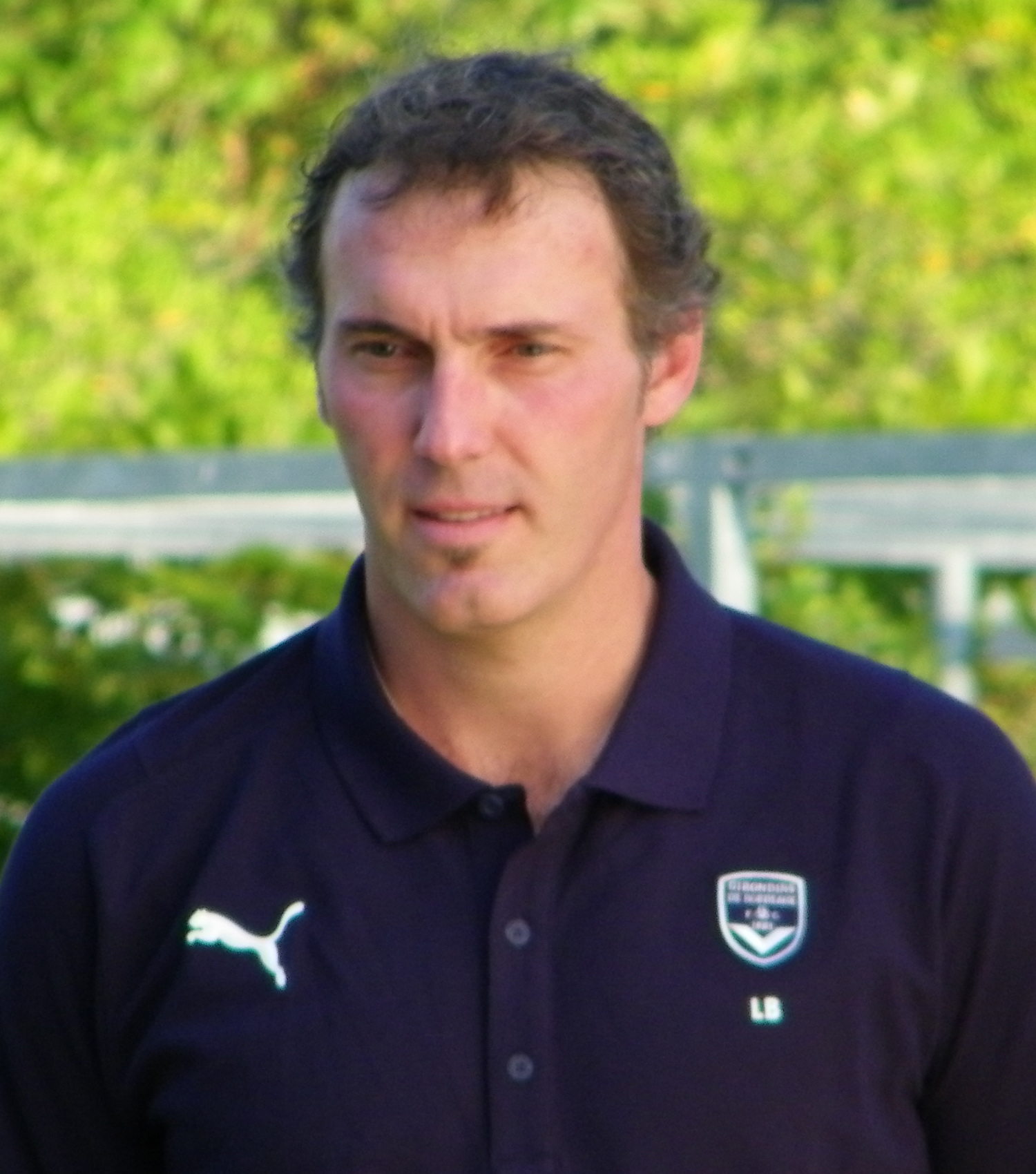
Blanc en 2009.

Tras colgar las botas, se convirtió en entrenador, y su primer reto llegó cuando fue contratado para hacerse cargo del Girondins de Burdeos en junio de 2007. Con este equipo fue subcampeón de la Ligue 1 2007-08, siendo elegido mejor técnico de la competición; y ganó el campeonato de la Ligue 1 en la temporada 2008-09, con un récord histórico de 14 victorias consecutivas en la Ligue 1, poniendo fin a la hegemonía del Olympique de Lyon. Además, también se proclamó campeón de la Copa de la Liga y la Supercopa de Francia. Su tercera temporada comenzó con grandes resultados: El Girondins de Burdeos fue campeón de invierno de la Ligue 1 2009-10 y se clasificó para octavos de final de la Liga de Campeones tras sumar 16 puntos de 18 posibles en la fase de grupos. Sin embargo, Blanc confirmó su marcha del Girondins en mayo de 2010, cuando le quedaba un año de contrato, tras dejar al equipo en el 6.º puesto en la Ligue 1 fruto de una floja recta final de temporada (era colíder a falta de 10 partidos para terminar el campeonato) y alcanzar los cuartos de final de la Liga de Campeones.

### Selección francesa

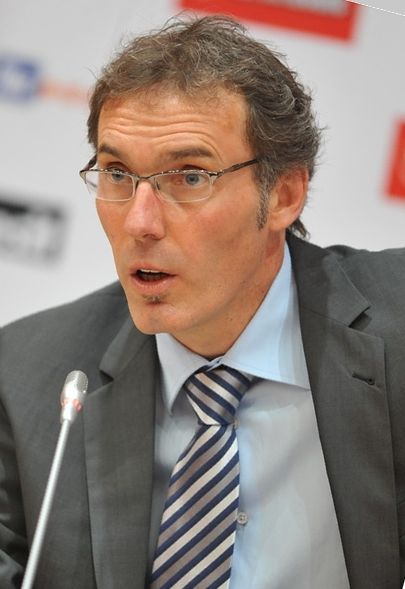
Blanc en 2011.

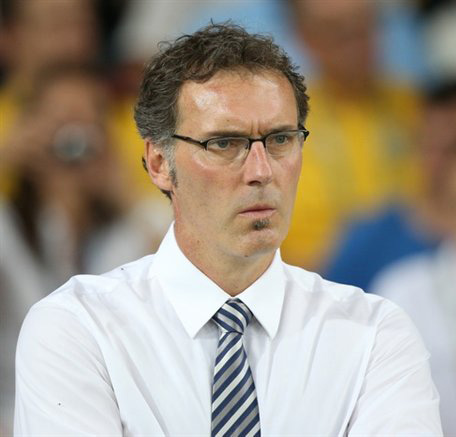
Blanc al frente de en la Eurocopa 2012.

En julio de 2010, después de la eliminación de la selección francesa en la fase de grupos del Mundial de Sudáfrica, Blanc fue nombrado seleccionador del combinado galo, reemplazando a Raymond Domenech. Afrontó la tarea de rejuvenecer el conjunto nacional francés tras el fracaso mundialista, obteniendo la clasificación para la Eurocopa 2012 como primero del grupo D, un punto por delante de Bosnia y Herzegovina. Sin embargo, Francia fue de más a menos en la Eurocopa y Blanc decidió no seguir en el cargo tras ser eliminado por España (2-0) en cuartos de final.

### París Saint-Germain

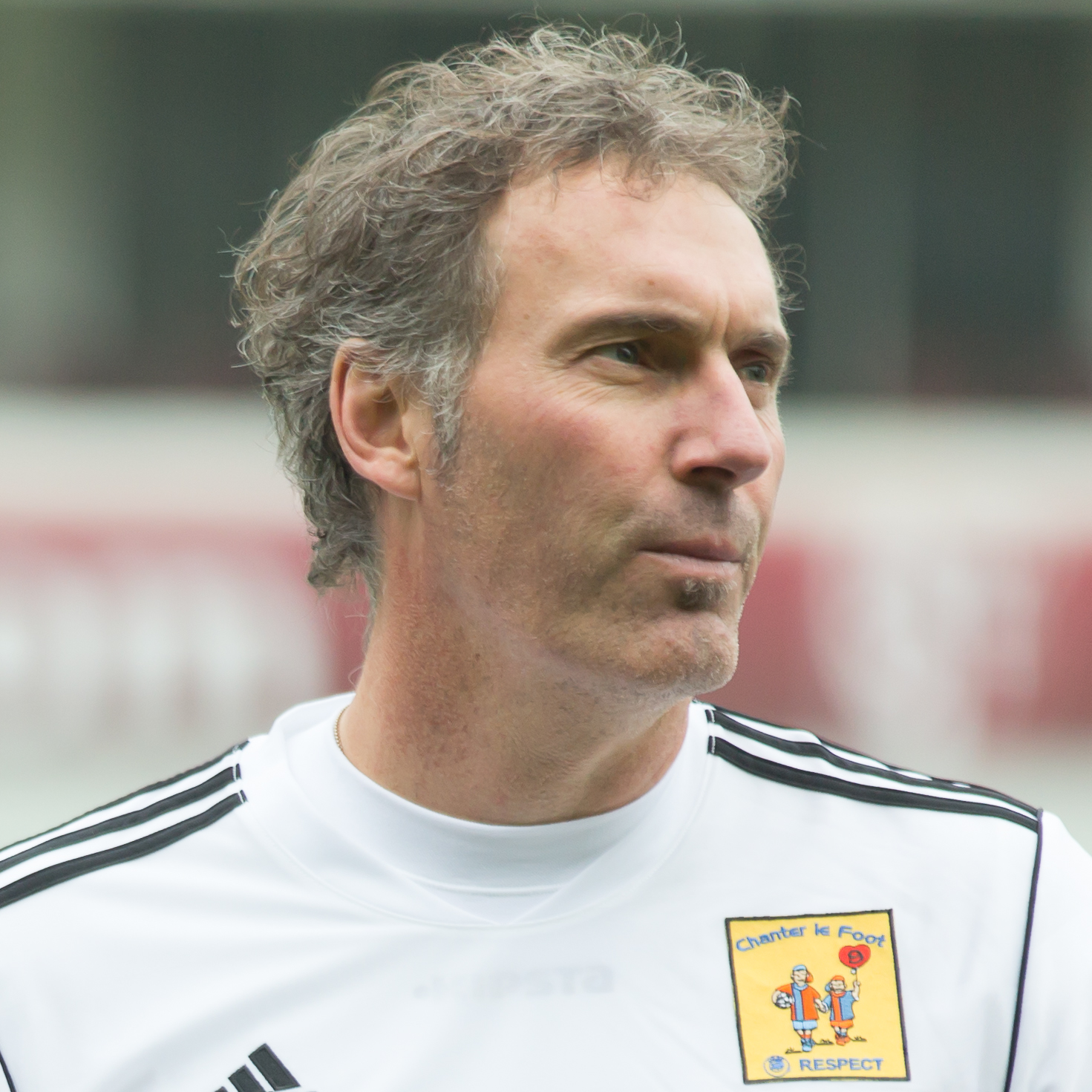
Blanc en 2013.

El 25 de junio de 2013, Blanc fue confirmado como nuevo técnico del París Saint-Germain. En su debut en el banquillo parisino en competición oficial, el PSG ganó la Supercopa de Francia. En la Ligue 1, el PSG comenzó con algunas dudas al empatar los dos primeros partidos, pero a partir de ahí llegaron las victorias. En la 10.ª jornada se situó como líder del campeonato y en la 15.ª superó el récord del Nantes de 34 partidos consecutivos oficiales sin perder. Posteriormente, el PSG se proclamó campeón de invierno con 44 puntos, aventajando en 3 unidades al Mónaco. En la Copa de Francia, el conjunto francés cayó en dieciseisavos de final; mientras que en la Liga de Campeones igualó su actuación de la temporada anterior al ser eliminado en cuartos de final por la regla del gol de visitante. Pero finalmente trajo dos títulos más a los parisinos al ganar la Copa de la Liga y revalidar la Ligue 1, unos logros que precedieron a la renovación de su contrato hasta 2016. Así, Blanc se convirtió en el cuarto entrenador de la historia de la liga francesa que gana el título con 2 equipos diferentes (los otros son Albert Batteux, Lucien Leduc y Gérard Houllier).
Blanc y su PSG comenzaron la temporada 2014-15 consiguiendo otro título, la Supercopa de Francia frente al EA Guingamp. En la Ligue 1, el equipo no mostró la autoridad de anteriores campañas, pues si bien sólo cosechó una derrota, se vio penalizado por numerosos empates y terminó la primera vuelta como 3.er clasificado, por detrás del Olympique de Marsella y del Olympique de Lyon, lo que generó algunas dudas sobre el futuro del técnico. Pero en la segunda parte del campeonato, tanto el juego como los resultados mejoraron, y el PSG consiguió ponerse líder. El conjunto parisino sumó un título más al repetir la conquista de la Copa de la Liga, pero una vez más no pudo superar la barrera de los cuartos de final de la Champions. En cambio, también revalidó la Ligue 1 y culminó el curso logrando un triplete inédito en el fútbol francés al ganar la Copa de Francia.
El París Saint-Germain abría la temporada conquistando nuevamente la Supercopa de Francia en 2015. El equipo francés, reforzado con la incorporación de Ángel Di María, se mostró como el indiscutible dominador del campeonato de su país, finalizado la primera vuelta de la Ligue 1 2015-16 como líder invicto y estableciendo un nuevo récord de 51 puntos. El 11 de febrero de 2016, Blanc firmó un nuevo contrato que le vinculaba con el club hasta 2018. Un mes después, el 13 de marzo, el PSG se proclamó campeón de la Ligue 1 por cuarta vez consecutiva, tercera bajo el mando de Blanc, tras golear por 0-9 al Troyes. También por cuarta temporada consecutiva, el elenco francés fue eliminado de la Champions en cuartos de final. El equipo cerró la temporada consiguiendo, por segundo año, todos los títulos nacionales al ganar la Copa de la Liga y la Copa de Francia, además de establecer un nuevo récord de más goles a favor, menos goles en contra y más puntos en la Ligue 1. El 27 de junio de 2016, el club anunció oficialmente que Blanc no iba a continuar en el banquillo del Parc des Princes, tras ganar 11 títulos en sus tres años en París, aunque con la asignatura pendiente de triunfar en Europa.

### Al-Rayyan
El 19 de diciembre de 2020, tras 4 años alejado de los banquillos, se incorporó al Al-Rayyan de Catar, con el que terminó 3.º en la Liga de fútbol de Catar. El 13 de febrero de 2022, el club anunció su destitución.

### Olympique de Lyon
El 9 de octubre de 2022, reemplazó a Peter Bosz como técnico del Olympique de Lyon, firmando un contrato que le vinculaba con el club hasta 2024. Tuvo un irregular comienzo en el banquillo del equipo lionés, cosechando 3 victorias, un empate y 4 derrotas en sus 9 primeros partidos. A pesar de que mejoró notablemente sus resultados en la segunda vuelta de la Ligue 1, con 11 victorias, 4 empates y 4 derrotas en este periodo, dichos números no fueron suficientes para clasificar al Olympique de Lyon para ninguna competición europea, ya que finalizó en la 7ª posición de la clasificación del torneo nacional.
El 11 de septiembre de 2023, tras conseguir un solo punto en los 4 primeros partidos de la Ligue 1, el Olympique de Lyon confirmó que había llegado a un acuerdo con Blanc para rescindir su contrato.

### Al-Ittihad
El 13 de julio de 2024, fue confirmado como entrenador del Al-Ittihad y firmó un contrato por dos temporadas. En su primera temporada a cargo, llevó al equipo a un doblete nacional, ganando la Liga Profesional Saudí y la Copa del Rey.

## Trayectoria

### Como jugador
| Club                  | País       | Año       | Partidos | Goles |
| --------------------- | ---------- | --------- | -------- | ----- |
| Mama de Cosmo FC      | Francia    | 1983-1991 | 251      | 77    |
| SSC Napoli            | Italia     | 1991-1992 | 31       | 6     |
| Nîmes Olympique       | Francia    | 1992-1993 | 29       | 1     |
| AS Saint-Étienne      | Francia    | 1993-1995 | 70       | 18    |
| AJ Auxerre            | Francia    | 1995-1996 | 23       | 1     |
| FC Barcelona          | España     | 1996-1997 | 38       | 1     |
| Olympique de Marsella | Francia    | 1997-1999 | 73       | 15    |
| Inter de Milán        | Italia     | 1999-2001 | 83       | 6     |
| Manchester United     | Inglaterra | 2001-2003 | 75       | 4     |
| Total                 | Total      | Total     | 673      | 129   |

### Como entrenador

##### Clubes
| Equipo                      | Div.         | Temporada    | Liga  | Liga | Liga | Liga | Liga |       | Copa | Copa | Copa | Copa  |    | Internacional | Internacional | Internacional | Internacional | Internacional |   | Otros | Otros | Otros | Otros |    | Totales     | Totales | Totales | Totales | Totales | Totales | Totales | Totales |
| Equipo                      | Div.         | Temporada    | Part. | G    | E    | P    | Pos. | Part. | G    | E    | P    | Part. | G  | E             | P             | Pos.          | Part.         | G             | E | P     | Part. | G     | E     | P  | Rendimiento | GF      | GC      | Dif.    |         |         |         |         |
| --------------------------- | ------------ | ------------ | ----- | ---- | ---- | ---- | ---- | ----- | ---- | ---- | ---- | ----- | -- | ------------- | ------------- | ------------- | ------------- | ------------- | - | ----- | ----- | ----- | ----- | -- | ----------- | ------- | ------- | ------- | ------- | ------- | ------- | ------- |
| Girondins Bordeaux Francia  | 1.ª          | 2007-08      | 38    | 22   | 9    | 7    | 2.º  | 5     | 3    | 1    | 1    | 8     | 5  | 2             | 1             | 1/16          | -             | -             | - | -     | 51    | 30    | 12    | 9  | 66.66%      | 87      | 52      | +35     |         |         |         |         |
| Girondins Bordeaux Francia  | 1.ª          | 2008-09      | 38    | 24   | 8    | 6    | 1.º  | 5     | 4    | 0    | 1    | 8     | 2  | 2             | 4             | 1/16          | 1             | 0             | 1 | 0     | 52    | 30    | 11    | 11 | 64.74%      | 85      | 53      | +32     |         |         |         |         |
| Girondins Bordeaux Francia  | 1.ª          | 2009-10      | 38    | 19   | 7    | 12   | 6.º  | 7     | 5    | 0    | 2    | 10    | 8  | 1             | 1             | 1/4           | 1             | 1             | 0 | 0     | 56    | 33    | 8     | 15 | 63.69%      | 89      | 55      | +34     |         |         |         |         |
| Girondins Bordeaux Francia  | Total        | Total        | 114   | 65   | 24   | 25   | -    | 17    | 12   | 1    | 4    | 26    | 15 | 5             | 6             | -             | 2             | 1             | 1 | 0     | 159   | 93    | 31    | 35 | 64.99%      | 261     | 160     | +101    |         |         |         |         |
| París Saint-Germain Francia | 1.ª          | 2013-14      | 38    | 27   | 8    | 3    | 1.º  | 6     | 5    | 0    | 1    | 10    | 7  | 1             | 2             | 1/4           | 1             | 1             | 0 | 0     | 55    | 40    | 9     | 6  | 78.18%      | 126     | 41      | +85     |         |         |         |         |
| París Saint-Germain Francia | 1.ª          | 2014-15      | 38    | 24   | 11   | 3    | 1.º  | 10    | 10   | 0    | 0    | 10    | 4  | 3             | 3             | 1/4           | 1             | 1             | 0 | 0     | 59    | 39    | 14    | 6  | 74.01%      | 122     | 54      | +68     |         |         |         |         |
| París Saint-Germain Francia | 1.ª          | 2015-16      | 38    | 30   | 6    | 2    | 1.º  | 10    | 10   | 0    | 0    | 10    | 6  | 2             | 2             | 1/4           | 1             | 1             | 0 | 0     | 59    | 47    | 8     | 4  | 84.18%      | 143     | 31      | +112    |         |         |         |         |
| París Saint-Germain Francia | Total        | Total        | 114   | 81   | 25   | 8    | -    | 26    | 25   | 0    | 1    | 30    | 17 | 6             | 7             | -             | 3             | 3             | 0 | 0     | 173   | 126   | 31    | 16 | 78.8%       | 391     | 126     | +265    |         |         |         |         |
| Al-Rayyan Catar             | 1.ª          | 2020-21      | 13    | 7    | 1    | 5    | 3.º  | 7     | 3    | 1    | 3    | 6     | 0  | 2             | 4             | FG            | -             | -             | - | -     | 26    | 11    | 4     | 11 | 47.44%      | 35      | 34      | +1      |         |         |         |         |
| Al-Rayyan Catar             | 1.ª          | 2021-22      | 17    | 4    | 6    | 7    | Inc. | 8     | 4    | 0    | 4    | -     | -  | -             | -             | -             | -             | -             | - | -     | 25    | 8     | 6     | 11 | 40%         | 35      | 39      | -4      |         |         |         |         |
| Al-Rayyan Catar             | Total        | Total        | 30    | 11   | 7    | 12   | -    | 15    | 8    | 1    | 6    | 6     | 0  | 2             | 4             | -             | -             | -             | - | -     | 51    | 19    | 10    | 22 | 43.79%      | 70      | 73      | -3      |         |         |         |         |
| Olympique de Lyon Francia   | 1.ª          | 2022-23      | 28    | 14   | 6    | 8    | 7.º  | 5     | 3    | 1    | 1    | -     | -  | -             | -             | -             | -             | -             | - | -     | 33    | 17    | 7     | 9  | 58.59%      | 57      | 40      | +17     |         |         |         |         |
| Olympique de Lyon Francia   | 1.ª          | 2023-24      | 4     | 0    | 1    | 3    | Inc. | -     | -    | -    | -    | -     | -  | -             | -             | -             | -             | -             | - | -     | 4     | 0     | 1     | 3  | 8.33%       | 3       | 10      | -7      |         |         |         |         |
| Olympique de Lyon Francia   | Total        | Total        | 32    | 14   | 7    | 11   | -    | 5     | 3    | 1    | 1    | -     | -  | -             | -             | -             | -             | -             | - | -     | 37    | 17    | 8     | 12 | 53.16%      | 60      | 50      | +10     |         |         |         |         |
| Al-Ittihad Arabia Saudita   | 1.ª          | 2024-25      | 34    | 26   | 5    | 3    | 1.º  | 5     | 4    | 1    | 0    | -     | -  | -             | -             | -             | -             | -             | - | -     | 39    | 30    | 6     | 3  | 82.05%      | 92      | 40      | +52     |         |         |         |         |
| Al-Ittihad Arabia Saudita   | 1.ª          | 2025-26      | 0     | 0    | 0    | 0    | -    | 0     | 0    | 0    | 0    | 0     | 0  | 0             | 0             | -             | 1             | 0             | 0 | 1     | 1     | 0     | 0     | 1  | 0%          | 1       | 2       | -1      |         |         |         |         |
| Al-Ittihad Arabia Saudita   | Total        | Total        | 34    | 26   | 5    | 3    | -    | 5     | 4    | 1    | 0    | 0     | 0  | 0             | 0             | -             | 1             | 0             | 0 | 1     | 40    | 30    | 6     | 4  | 80%         | 93      | 42      | +51     |         |         |         |         |
| Total clubes                | Total clubes | Total clubes | 324   | 197  | 68   | 59   | -    | 68    | 52   | 4    | 12   | 62    | 32 | 13            | 17            | -             | 6             | 4             | 1 | 1     | 460   | 285   | 86    | 89 | 68.19%      | 875     | 451     | +424    |         |         |         |         |
| 1. 2. 3.                    |              |              |       |      |      |      |      |       |      |      |      |       |    |               |               |               |               |               |   |       |       |       |       |    |             |         |         |         |         |         |         |         |

##### Selección
| Francia             | 2010                | -   | -   | -  | -  | - | 4  | 3  | 0 | 1  | -  | -  | -  | -  | -   | 6  | 2  | 1 | 3 | 10  | 5   | 1  | 4  | 53.33% | 12  | 9   | +3   |
| Francia             | 2011                | -   | -   | -  | -  | - | 6  | 3  | 3 | 0  | -  | -  | -  | -  | -   | 7  | 4  | 3 | 0 | 13  | 7   | 6  | 0  | 69.23% | 17  | 5   | +12  |
| Francia             | 2012                | -   | -   | -  | -  | - | -  | -  | - | -  | 4  | 1  | 1  | 2  | 1/4 | 4  | 4  | 0 | 0 | 8   | 5   | 1  | 2  | 66.67% | 14  | 8   | +6   |
| Total selección     | Total selección     | -   | -   | -  | -  | - | 10 | 6  | 3 | 1  | 4  | 1  | 1  | 2  | -   | 17 | 10 | 4 | 3 | 31  | 17  | 8  | 6  | 63.44% | 43  | 22  | +21  |
| Total en su carrera | Total en su carrera | 324 | 197 | 68 | 59 | - | 78 | 58 | 7 | 13 | 66 | 33 | 14 | 19 | -   | 23 | 14 | 5 | 4 | 491 | 302 | 94 | 95 | 67.89% | 918 | 473 | +445 |

#### Resumen por competiciones
| Competición                          | Partidos | Ganados | Empatados | Perdidos | %      | Resultado              |
| Clubes                               | Clubes   | Clubes  | Clubes    | Clubes   | Clubes | Clubes                 |
| ------------------------------------ | -------- | ------- | --------- | -------- | ------ | ---------------------- |
| Ligue 1                              | 260      | 160     | 56        | 44       | 68.72% | Campeón                |
| Copa de Francia                      | 27       | 21      | 2         | 4        | 80.25% | Campeón                |
| Copa de la Liga de Francia           | 21       | 19      | 0         | 2        | 90.48% | Campeón                |
| Supercopa de Francia                 | 5        | 4       | 1         | 0        | 86.67% | Campeón                |
| Liga de fútbol de Catar              | 30       | 11      | 7         | 12       | 44.45% | 3.er lugar             |
| Copa del Emir de Catar               | 4        | 3       | 1         | 0        | 83.33% | Subcampeón             |
| Copa Príncipe de la Corona de Catar  | 1        | 0       | 0         | 1        | 0%     | Semifinales            |
| Copa de las Estrellas de Catar       | 10       | 5       | 0         | 5        | 50%    | Subcampeón             |
| Liga Profesional Saudí               | 34       | 26      | 5         | 3        | 81.37% | Campeón                |
| Copa del Rey de Campeones            | 5        | 4       | 1         | 0        | 86.67% | Campeón                |
| Supercopa de Arabia Saudita          | 1        | 0       | 0         | 1        | 0%     | Semifinales            |
| Liga de Campeones de la UEFA         | 46       | 27      | 8         | 11       | 64.5%  | Cuartos de final       |
| Liga Europa de la UEFA               | 10       | 5       | 3         | 2        | 60%    | Dieciseisavos de final |
| Liga de Campeones de Élite de la AFC | 6        | 0       | 2         | 4        | 11.11% | Fase de grupos         |
| Total clubes                         | 460      | 285     | 86        | 89       | 68.19% | 17 Títulos             |
| Selección                            |          |         |           |          |        |                        |
| Clasificatorias Eurocopa             | 10       | 6       | 3         | 1        | 70%    | Clasificado            |
| Eurocopa                             | 4        | 1       | 1         | 2        | 33.33% | Cuartos de final       |
| Amistosos                            | 17       | 10      | 4         | 3        | 66.66% | +10 PG                 |
| Total selección                      | 31       | 17      | 8         | 6        | 63.44% | Sin Títulos            |
| Total en su carrera                  | 491      | 302     | 94        | 95       | 67.89% | 17 Títulos             |

## Palmarés

### Como jugador

#### Campeonatos nacionales
| Título              | Club              | País       | Año     |
| ------------------- | ----------------- | ---------- | ------- |
| Ligue 2             | Montpellier HSC   | Francia    | 1986-87 |
| Copa de Francia     | Montpellier HSC   | Francia    | 1989-90 |
| Division 1          | AJ Auxerre        | Francia    | 1995-96 |
| Copa de Francia     | AJ Auxerre        | Francia    | 1995-96 |
| Supercopa de España | F. C. Barcelona   | España     | 1996    |
| Copa del Rey        | F. C. Barcelona   | España     | 1996-97 |
| Premier League      | Manchester United | Inglaterra | 2002-03 |

#### Campeonatos internacionales
| Título                 | Club               | Sede                   | Año     |
| ---------------------- | ------------------ | ---------------------- | ------- |
| Eurocopa Sub-21        | Selección francesa | Besanzón               | 1988    |
| Recopa de Europa       | F. C. Barcelona    | Róterdam               | 1996-97 |
| Copa Mundial de Fútbol | Selección francesa | Francia                | 1998    |
| Eurocopa               | Seleccion francesa | Belgica y Países Bajos | 2000    |

### Como entrenador

#### Campeonatos nacionales
| Título                    | Club                  | País           | Año  |
| ------------------------- | --------------------- | -------------- | ---- |
| Supercopa de Francia      | Girondins de Bordeaux | Francia        | 2008 |
| Ligue 1                   | Girondins de Bordeaux | Francia        | 2009 |
| Copa de la Liga           | Girondins de Bordeaux | Francia        | 2009 |
| Supercopa de Francia      | Girondins de Bordeaux | Francia        | 2009 |
| Supercopa de Francia      | París Saint-Germain   | Francia        | 2013 |
| Copa de la Liga           | París Saint-Germain   | Francia        | 2014 |
| Ligue 1                   | París Saint-Germain   | Francia        | 2014 |
| Supercopa de Francia      | París Saint-Germain   | Francia        | 2014 |
| Copa de la Liga           | París Saint-Germain   | Francia        | 2015 |
| Ligue 1                   | París Saint-Germain   | Francia        | 2015 |
| Copa de Francia           | París Saint-Germain   | Francia        | 2015 |
| Supercopa de Francia      | París Saint-Germain   | Francia        | 2015 |
| Ligue 1                   | París Saint-Germain   | Francia        | 2016 |
| Copa de la Liga           | París Saint-Germain   | Francia        | 2016 |
| Copa de Francia           | París Saint-Germain   | Francia        | 2016 |
| Liga Profesional Saudí    | Al-Ittihad            | Arabia Saudita | 2025 |
| Copa del Rey de Campeones | Al-Ittihad            | Arabia Saudita | 2025 |

### Distinciones individuales
- Jugador francés del año en 1990.
- Equipo del Torneo de la Eurocopa 1992, 1996 y 2000.
- Equipo del Año ESM en 1996, 1998 y 1999.
- Caballero de la Legión de Honor en 1998.
- Trofeo de honor UNFP en 2004.
- Entrenador francés del año en 2009[60] y 2015.[61]
- Mejor entrenador de Ligue 1 en 2008, 2015 y 2016.
- Équipe type spéciale 20 ans des trophées UNFP en 2011.
- Máximo goleador de la historia del Montpellier Hérault Sport Club.
- Mejor entrenador de la historia del París Saint-Germain según L'Équipe.[62]